# Tramado estocástico
El tramado estocástico o de frecuencia modulada se utiliza para color de alta fidelidad y para la creación de medios tonos, duotonos y separaciones de color de cuatro o más colores.
Es un sistema de tramado de imágenes por el que se reproducen los distintos tonos de color distribuyendo los puntos de tinta de forma controlada, un programa los distribuye según cálculos matemáticos, a simple vista puede parecer que los puntos están colocados aleatoriamente o al azar en la retícula de trama.
El nombre tramado estocástico es incorrecto. “Estocástico” significa aleatorio y estas tramas no son aleatorias . Una denominación más adecuada para esta técnica es tramado de frecuencia modulada, o tramado FM.
La diferencia entre tramas estocásticas y tramas de semitonos tradicionales es que varía la cantidad de puntos por unidad de superficie.
Las tramas estocásticas no tienen ni ángulo de trama ni lineatura.
En el tramado FM, todos los puntos son del mismo tamaño, no varían, son aproximadamente como los puntos más pequeños del tramado convencional; lo que si que varía es la frecuencia de su distribución.
En el tramado convencional, una zona oscura contiene puntos más grandes, en una trama FM, contiene más cantidad de puntos.
Existen diversos tamaños de puntos para los diferentes tipos de papel. Los más pequeños se utilizan para imprimir en papeles de superficie más lisa que exige una impresión con mayor resolución. Los puntos de mayor tamaño son más apropiados para papeles de baja calidad e impresión de menor resolución. Los tamaños disponibles dependen del RIP que se utilice y pueden oscilar entre 14 y 41 micrómetros (milésima parte del milímetro). Los puntos de menos tamaño pueden usarse en papeles con superficie más lisa y los de mayor tamaño en papeles más porosos.
En función de las características del trabajo se utilizará unas dimensiones de punto diferentes, normalmente las siguientes:
El tramado FM permite una mejor reproducción de los detalles que el tramado tradicional. Se nota en impresiones en papel de baja calidad.
En las zonas claras, hay menos puntos y en las oscuras hay más.
Con las tramas estocásticas las áreas claras y las transiciones tonales suaves pueden aparecer algo manchadas. No se usan ángulos de trama, por lo que no se producen problemas como efecto moaré ni efectos visibles de rosetas.
A continuación se muestran diferentes tramas resultantes de cálculos logarítmicos de distintos fabricantes:
Ventajas que ofrece la trama estocástica:
- Mejor calidad de impresión, con más detalle y transiciones suaves a lo largo del rango tonal.
- Mejor tolerancia al registro al no haber roseta.
- Menor tiempo de procesado en el Rip por el cálculo del ángulo.
- Eliminación del moaré.
- Menor consumo de tinta para densidad correcta.
- Reproducción ilimitada de los grises.

Inconvenientes:
- Alta ganancia de punto.
- El proceso de pasado de planchas es más crítico.
- Posible aparición del efecto grano.
- Susceptibilidad a visualizar desperfectos mecánicos de la prensa.
- Problemas en la realización de la plancha con la transferencia de un tamaño de mancha de 6 a 8 micras.
- Requiere total compatibilidad entre planchas, mantillas, prensa de mojado y tintas.

– Enlace Proyectacolor
– Enlace Gremi
– Enlace Glosariográfico
– Enlace Gestiondecolor
– Enlace Ekkamarketing
– Enlace Gusgs – trama estocástica

## Fuente
Información encontrada en:
- – Manual de Producción Gráfica, Recetas ( Tema 7, apartado 7.7.2)

- Datos: Q28502107